# Calle de Gabriel y Galán (Valladolid)
La calle de Gabriel y Galán es una vía pública de la ciudad española de Valladolid.

## Descripción
La vía, que se conoció como «calle del Portillo de la Pólvora» y «calle del Portillo de Gamboa», adoptó el título actual en 1931, en recuerdo del poeta José María Gabriel y Galán. Discurre desde la plaza de Luis Braille hasta la de Rafael Cano. Aparece descrita en Las calles de Valladolid de Juan Agapito y Revilla con las siguientes palabras:

Al final de la calle de Renedo en su casi unión con la de la Pólvora, hubo un portillo que se llamó «portillo de la Pólvora» y que figura en el plano de 1788, enfrentando con la primera de las calles citadas. Al camino que se salía por ese portillo se le llamó luego «calle del Portillo de la Pólvora», ya en nuestros tiempos, y se le nombraba por muchos también «calle del Portillo de Gamboa» por la gran huerta que allí había de la propiedad de la acaudalada familia de ese apellido. El Ayuntamiento, en sesión de 9 de Julio de 1931, acordó variar el nombre por el de «calle de Gabril y Galán», en memoria del gran poeta lírico Don José María Gabriel y Galán, nacido en Frades de la Sierra (Salamanca) el 28 de Junio de 1870 y fallecido en Guijo de Granadilla (Cáceres) el 6 de Enero de 1905. No es preciso decir nada del poeta, porque raro será el español que no haya declamado sus versos y coplas, que tan populares se han hecho, y su correcta prosa en cuentos excelentes.
(Agapito y Revilla, 1937, pp. 193-194)